# Catedral de Turín
La Catedral Metropolitana de San Juan Bautista (del italiano: Duomo di Torino) es la principal iglesia católica de Turín, norte de Italia. Dedicada a San Juan Bautista (en italiano, San Giovanni Battista). La catedral de Turín es famosa por tener anexa la capilla de la Sábana Santa, obra de Guarino Guarini, que custodia la Sábana Santa, una reliquia religiosa que muchos creen que es el sudario de Jesús de Nazaret.

## Historia
Fue construida durante 1491-1498 probablemente por el arquitecto toscano Meo del Caprino. La capilla de la Sábana Santa o capilla Guarini fue añadida a la estructura en 1668-1694 y a ella se accede desde el presbiterio de la catedral. 
La catedral de Turín es el único ejemplo concreto de arquitectura renacentista en Turín. La fachada está hecha de mármol blanco (restaurada en la década de 1990), con el tímpano y tres portales decorados con relieves, en las formas típicas del estilo renacentista. En realidad la catedral fue construida en el lugar de tres iglesias existentes, dedicadas a San Juan Bautista, a Santa María de Dompno y a San Salvador. La catedral ha sufrido a lo largo de los años diversas obras de remodelación. En 1656 se rehízo la bóveda de la nave. En 1834 fueron pintados los frescos del interior templo. La catedral de Turín tiene tres naves, con crucero grande y una cúpula octogonal. Hay varias capillas laterales.
Sin duda, uno de los elementos más destacados de la catedral es la capilla de la Sábana Santa o capilla Guarini, anexa al presbiterio y situada entre la propia catedral y el palacio Real, que custodia la reliquia cristiana más famosa, la Sábana Santa o Santo Sudario, que se atribuye ser el que envolvió el cuerpo de Jesús de Nazaret tras su crucifixión. El edificio fue proyectado por el famoso arquitecto del barroco italiano Guarino Guarini, y destaca por su original cúpula.
En la noche del 11 al 12 de abril de 1997 tuvo lugar un incendio en la capilla de Guarini. En ese momento la Sábana Santa no estaba en su altar, pues el 24 de febrero de 1993 por motivos de restauración de la Capilla había sido trasladada a otro lugar más seguro dentro de la catedral. Las autoridades están de acuerdo en que si hubiera estado en su lugar habitual, la Síndone habría sido completamente destruida por las llamas. El edificio de la propia catedral no sufrió grandes daños por las llamas, desafortunadamente el daño más serio afectó a la capilla de la Sábana Santa y al edificio contiguo del palacio Real. 
El 27 de septiembre de 2018 la capilla fue reabierta al público. En ausencia de dibujos arquitectónicos u otros documentos, se hizo un análisis detallado de la atrevida estructura del edificio, que cuenta con una cúpula autoportante con bloques de mármol entrelazados. Hubo entonces un largo período de desacuerdo sobre la cantidad de material original a reutilizar. Finalmente, se tomó la decisión de reemplazar 1150 elementos dañados y consolidar los 4000 restantes. La cantera de Frabosa en el Piamonte, de la cual se extrajeron originalmente los mármoles negro y gris, se volvió a abrir para este fin.
El trabajo de restauración, liderado por la arquitecta Marina Feroggio, ha sido un proyecto de vanguardia en el que los fragmentos dañados se han incorporado para que se mezclen con el nuevo mármol. Como dijo Luisa Papotti, superintendente de arqueología, bellas artes y paisaje en la región de Piamonte, "Esto no ha sido un proyecto de reconstrucción, sino de conservación". La arquitectura extraordinariamente compleja de la capilla se erige nuevamente sin apoyo, confiando únicamente en la ingeniería original de Guarini.

## Ostensiones de la Síndone en la catedral

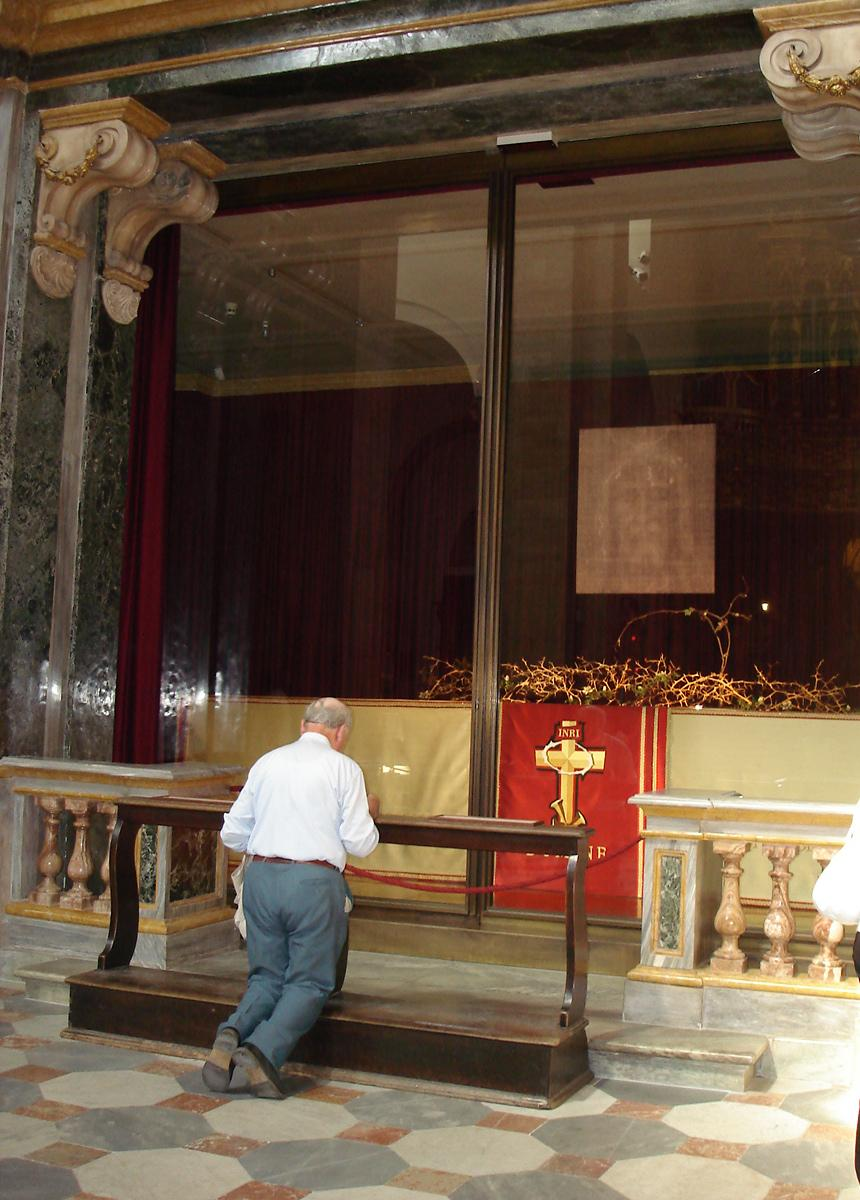
Relicario que guarda la Sábana Santa en el interior de la catedral

Tras su llegada a la Catedral de Turín, la Sábana Santa ha sido expuesta al público en numerosas ocasiones, aunque ya había sido expuesta en las diferentes iglesias donde se había custodiado anteriormente. Actualmente, la Sábana Santa es expuesta al público en determinados momentos, lo que se denomina "ostensión". A continuación se relatan algunas de ellas:
- 1737: 4 de mayo. Ante una gran multitud, la Síndone es mostrada desde la balconada del Palacio Real de Turín (situado junto a la catedral) con motivo de la boda del rey Carlos Manuel III de Cerdeña.

- 1868: 24 - 27 de abril. Ostensión pública del Santo Sudario en la Catedral de Turín. Por primera vez se muestra fija sobre un marco, al contrario de lo que venía sucediendo antes, cuando los clérigos la sostenían con sus propias manos. La misma princesa María Clotilde de Saboya es quien reemplaza el forro de Sebastián Valfré[4] (de seda negra) por uno rojo especial para esta ocasión.

- 1898: 25 de mayo - 2 de junio. Ostensión pública de la Síndone en conmemoración de los cincuenta años de la familia Saboya como reyes de Italia. El 28 de mayo, la Síndone es fotografiada por un concejal local y hábil aficionado a la fotografía, Secondo Pia, revelando por primera vez la extraordinaria "fotografía" en negativo.

- 1931: 3 - 24 de mayo. Ostensión pública de la Sábana Santa en la catedral como parte de las celebraciones con motivo de la boda del príncipe Humberto de Saboya, más tarde proclamado rey Humberto II.

- 1933: 24 de septiembre - 15 de octubre. Ostensión pública de la Síndone con motivo del Año Santo.

- 1973: 23 de noviembre. Por primera vez, la Síndone es mostrada en color en televisión.

- 1978: 26 de agosto - 8 de octubre. Ostensión pública de la Síndone en la catedral. Es visitada por unos tres millones de peregrinos.

- 1998: 18 de abril. Comienzo de una nueva ostensión de la Síndone, conmemorativa del centenario del descubrimiento de las propiedades fotográficas de la Síndone por Secondo Pia. El 24 de mayo, el papa Juan Pablo II visita la Catedral de Turín, reza ante ella arrodillado y pronuncia una homilía.

- 2000: 12 de agosto - 22 de octubre. Ostensión pública de la Síndone en la Catedral de Turín con motivo del Gran Jubileo de 2000. La última del milenio y la más larga de la historia reciente de la Síndone. Para acercar a los ciegos la imagen sindónica se colocó una reproducción en relieve.

- 2010: 10 de abril - 23 de mayo. Ostensión pública de la Sábana Santa (primera del milenio). El día 2 de mayo el papa Benedicto XVI visitó la Sábana Santa.

- 2013: 30 de marzo. Ostensión extraordinaria de un solo día (el Sábado Santo), con motivo del Año de la Fe. Dicha ostensión había sido pedida anteriormente por Benedicto XVI para conmemorar esta efeméride. En la ostensión sólo pudieron asistir un grupo de 300 personas compuesto por jóvenes, enfermos y personas necesitadas. Además pudo seguirse a través de la televisión para todo el mundo. Cuando Benedicto XVI visitó la Sábana Santa en 2010 explicó que se trataba de un "icono del Sábado Santo" y por eso el arzobispo de Turín decidió mostrar la reliquia durante el Año de la Fe precisamente ese día.[5]

- 2015: En diciembre de 2013 se anunció oficialmente que la Síndone sería expuesta en 2015 durante 45 días, con motivo de los 200 años del nacimiento de san Juan Bosco (fundador de los Salesianos). Se estableció la fecha de la exposición del sudario del 19 de abril al 24 de junio de 2015.[6] El papa Francisco dio su beneplácito a que se realizara esta ostensión, y se desplazó a venerar la reliquia el 21 de junio.[7]

- 2018: 10 de agosto. Veneración extraordinaria de la Sábana Santa de Turín con la presencia de los jóvenes de las diócesis del Piamonte. Se realiza con ocasión del Sínodo de los Obispos, celebrado en Roma en octubre de ese año. Fue una ostensión privada, únicamente para los jóvenes turineses y piamonteses. Originalmente, y como principal novedad se desveló que dicha exposición de la reliquia se realizará en esta ocasión en la Capilla de la Sábana Santa o Capilla Guarini.[8] Sin embargo, al final se realizó con la Síndone colocada en su capilla habitual en el transepto del templo.[9]

- 2020: Exposición de la Síndone un solo día (11 de abril, Sábado Santo) con motivo de la epidemia mundial del coronavirus.[10]

- 2021: Nueva exposición de la Síndone el 3 de abril (Sábado Santo), de nuevo con motivo de la epidemia mundial del coronavirus. Se espera además que para la Navidad de ese año, la Sábana sea expuesta en una ostensión extraordinaria para el encuentro de jóvenes de Taizé, la cual estaba programada originalmente para 2020.[11]

## Galería de imágenes

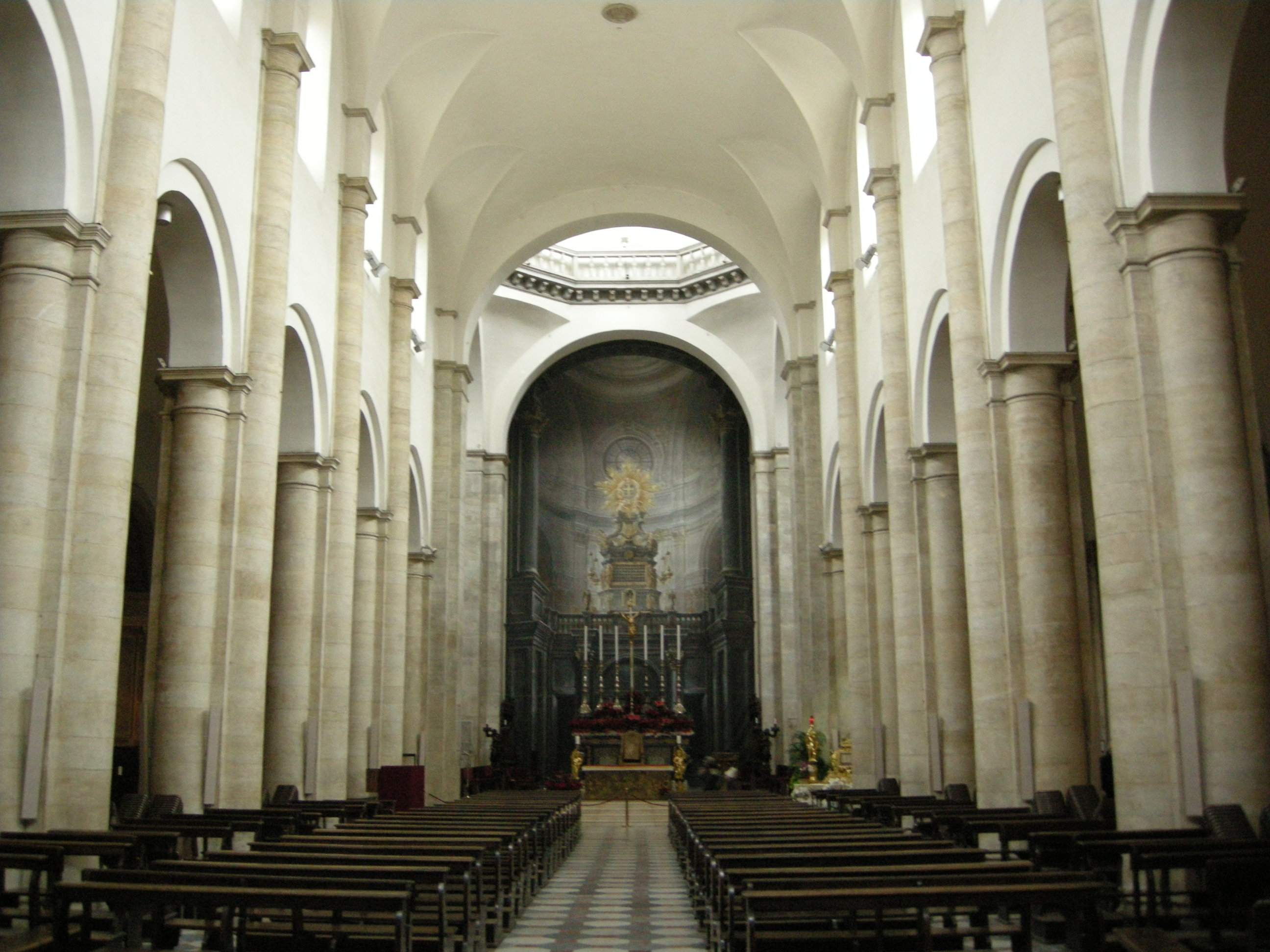
Interior de la catedral
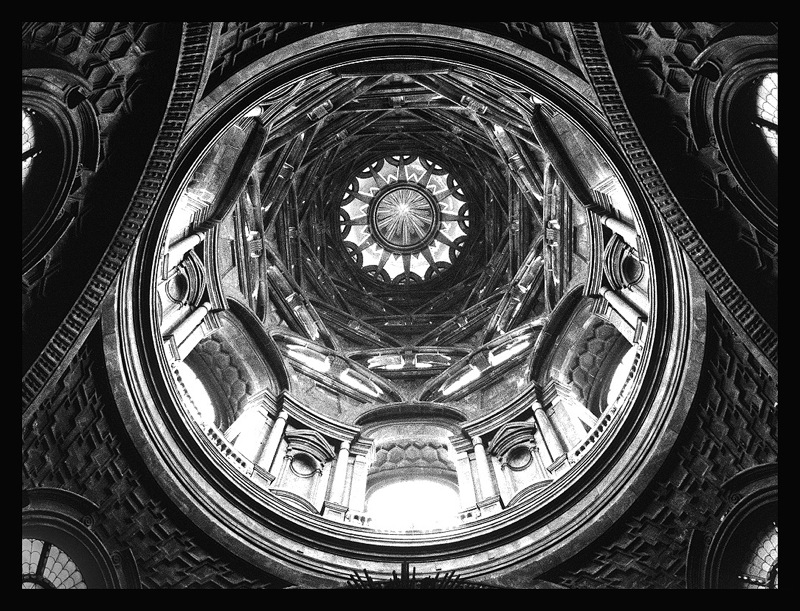
Cúpula de la Capilla de la Sábana Santa de Guarino Guarini vista desde el interior
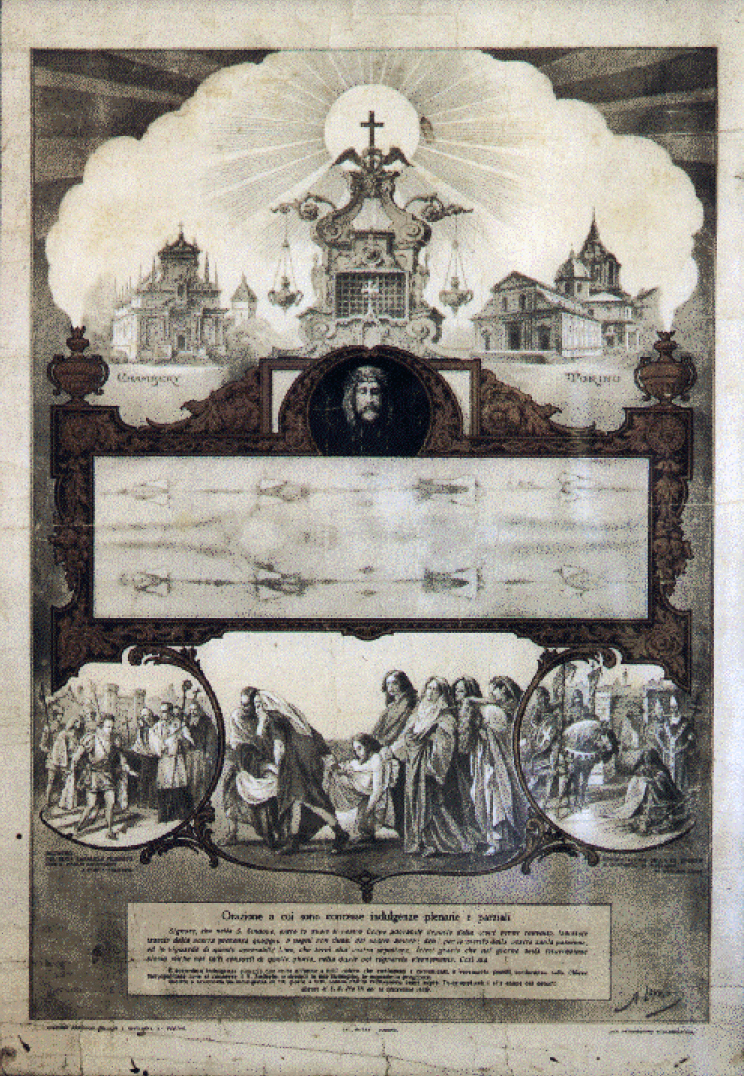
Cartel conmemorativo de la Ostensión de la Síndone del año 1898
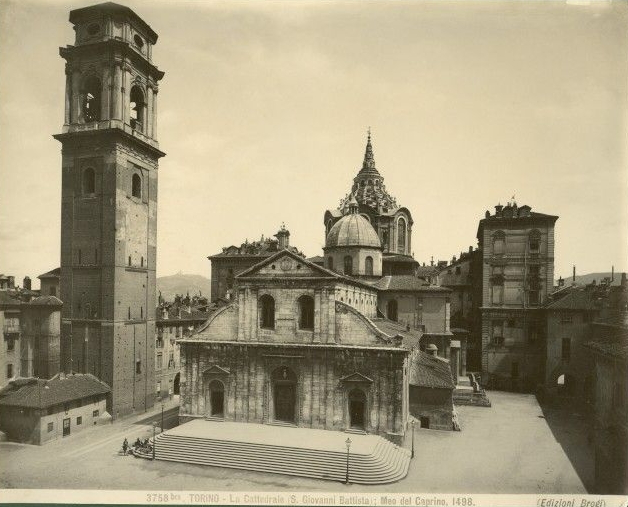
Fotografía antigua de la Catedral de Turín